# Phacelia purshii
Phacelia purshii là loài thực vật có hoa trong họ Mồ hôi. Loài này được Buckley miêu tả khoa học đầu tiên năm 1843.